# Bracon approximator
Bracon approximator är en stekelart som beskrevs av Maximilian Spinola 1851. Bracon approximator ingår i släktet Bracon och familjen bracksteklar. Inga underarter finns listade.